# Tup (città)
Tup (in kirghiso Түп?, Tüp) è una città in Kirghizistan, capoluogo dell'omonimo distretto.
L'insediamento è un nodo stradale situato nell'angolo nord orientale del lago Ysyk-Köl, ed è attraversato dall'autostrada A362 (che conduce al Kazakistan tramite la valle di Karkara) e A363 (che porta ad Anan'evo, verso ovest, e a Karakol, verso sud).